# دانيال مانو
دانيال مانو (بالإنجليزية: Daniel Manu)‏ هو لاعب اتحاد الرغبي أسترالي، ولد في 4 يونيو 1970 في بريزبان في أستراليا.

## وصلات خارجية
- دانيال مانو عل موقع إسبنسكروم (الإنجليزية)
- دانيال مانو على موقع ItsRugby.co.uk (الإنجليزية)